# Piazzo (Lauriano)
Piazzo è un paese della città metropolitana di Torino situato a 356 m s.l.m.. Prima di essere aggregato a Lauriano fu capoluogo di un comune autonomo, del quale facevano parte anche le frazioni Bartina, Berna, Civignola, San Pietro e Torrione.

## Geografia fisica
Piazzo è collocato in destra idrografica del Po nella zona collinare al confine tra l'Astigiano e la collina torinese. Il paese occupa un rilievo sul punto culminante del quale è collocata l'ex-chiesa parrocchiale.

## Origini del nome
Il nome Piazzo deriva del latino Placium, toponimo che compare in un documento del 1024.

## Storia

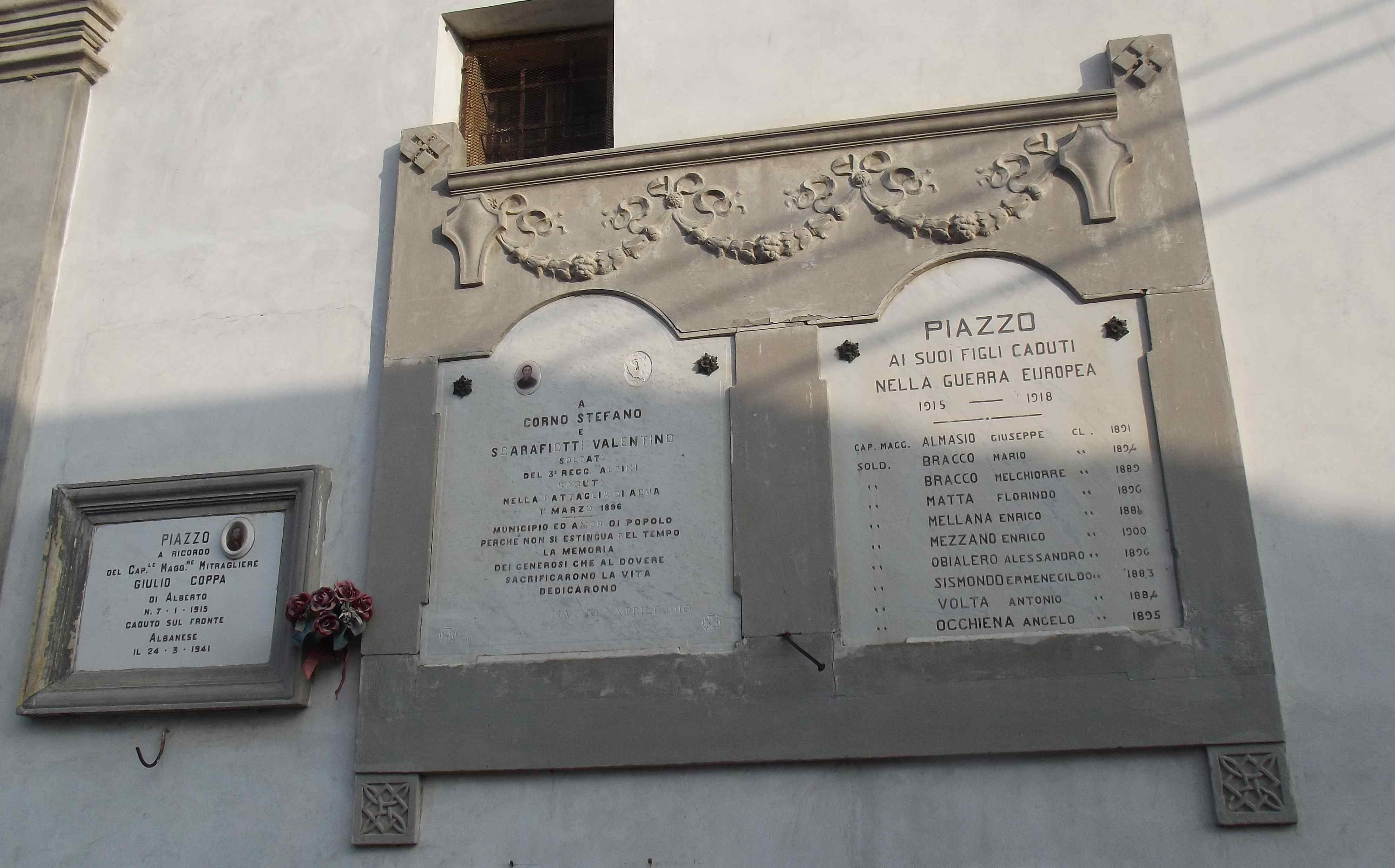
La lapide in memoria dei caduti.

Il territorio di Piazzo fu feudo dei conti di Cocconato e patì nel 1625 saccheggi e devastazioni legati all'assedio della fortezza di Verrua Savoia, che lo spopolarono quasi completamente per vari anni.
Il comune contava nel 1846 887 abitanti. Nel suo territorio erano attive cave di calce che davano lavoro a circa quaranta persone. L'agricoltura forniva prodotti sufficienti alla consumazione locale, mentre l'allevamento era poco sviluppato per mancanza di prati, e per le frequenti siccità.
Piazzo fu comune autonomo fino al 1928, anno nel quale fu unito a Lauriano. Il codice ISTAT del comune soppresso era 001848, il codice catastale (valido fino al 1983) era G584.

### Simboli
Lo stemma del comune era d'oro, alla quercia sradicata.

## Monumenti e luoghi d'interesse

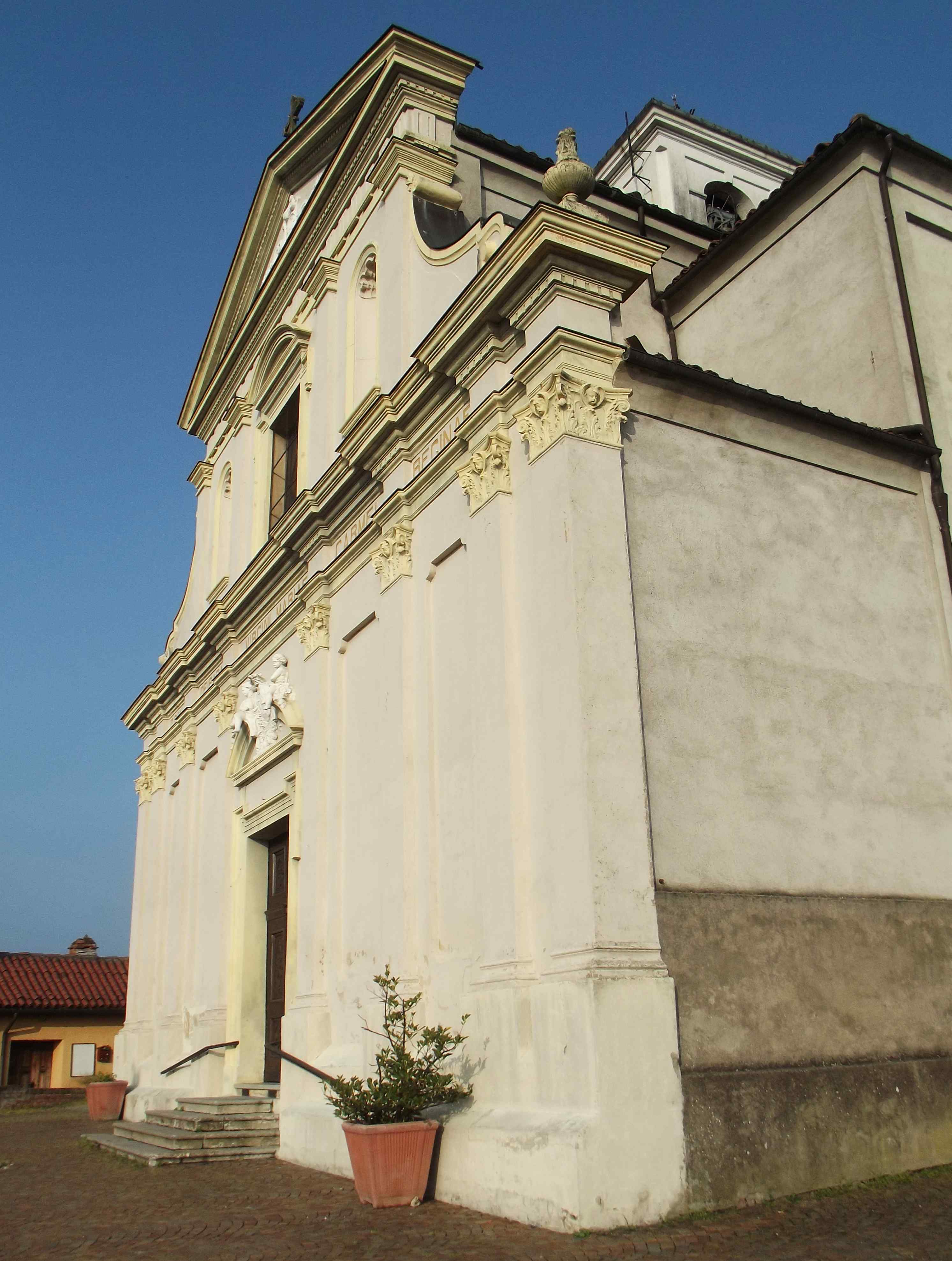
L'ex-parrocchiale.

- Chiesa ex-parrocchiale di Nostra Signora del Carmine
- Cappella di San Rocco
- Cappella di Maria Santissima Immacolata (borgata Torrione)
- Torre di San Michele